# August Brinkmann
Martin Cecilius August Brinkmann, född 1 november 1878 i Köpenhamn, död 21 december 1940 i Bergen, var en dansk-norsk zoolog.
Brinkmann blev filosofie doktor 1911, professor vid Bergens museum 1910 och direktör för museets biologiska havsstation Herdla 1922. Brinkmann, som inlade stort arbete i museets utveckning, bland annat genom upprättandet av en skådesamling som belyser utvecklingsläran, utgav en rad arbeten om såväl ryggrads- som ryggradslösa djur, de flesta publicerade i Bergens museums skrifter.
Brinkmann tilldelades 1940 Fridtjof Nansens belønning for fremragende forskning.